# Ba tráng sĩ (loạt phim)
Ba tráng sĩ (tiếng Nga: Три богатыря) là loạt phim hoạt hình về ba tráng sĩ lừng danh trong sử thi Nga của Hãng phim hoạt hình Cối xay gió, xuất bản trong giai đoạn 2006 - 2023.

## Nội dung
1. Alyosha Popovich và Tugarin Zmey (2004)
2. Nikitich và Zmey Gorynych (2006)
3. Ilya Muromets và tướng cướp Họa Mi (2007)
4. Ba tráng sĩ và nữ hoàng Shamakhi (2010)
5. Ba tráng sĩ ngoài khơi (2012)
6. Ba tráng sĩ đua ngựa (2015)
7. Ba anh hùng và một vị vua biển (2016)
8. Ba tráng sĩ và hải vương (2017)
9. Ba tráng sĩ và công chúa Ai Cập (2018)
10. Con ngựa Julius và các cuộc đua lớn (2020)
11. Ba anh hùng và Một Con Ngựa trên ngai vàng (2021)
12. Ba anh hùng và Rốn Của Trái Đất (2023)